# Parneve, Bilovodsk
Parneve (în ucraineană Парневе) este un sat în comuna Ievsuh din raionul Bilovodsk, regiunea Luhansk, Ucraina.

## Demografie
Componența lingvistică a localității Parneve
     Ucraineană (93,56%)
     Rusă (5,49%)
     Alte limbi (0,96%)
Conform recensământului din 2001, majoritatea populației localității Parneve era vorbitoare de ucraineană (93,56%), existând în minoritate și vorbitori de rusă (5,49%).